# Расцы
Рашцы, или рашане (серб. Раци / Raci, Рашани / Rašani; хорв. Raci, Rašani; венг. Rácok; нидерл. Raizen; нем. Raizen, Raitzen, Rascier, die raizische Nation; лат. Rasciani, Natio Rasciana), — жители средневекового государства Рашки (серб. Рашка / Raška; лат. Rascia). Поздне́е — название (экзоэтноним) сербов. В исторических источниках впервые отмечено в 1189 году, тогда как этноним сербы впервые встречается во франкских анналах 822 года.
Впоследствии, в XVII—XIX веках, этноним «рашане», наряду с «иллиры» (нем. die il-lyrische Nation) использовался в немецко- и латиноязычных официальных документах и по отношению к сербам, иммигрировавшим на территорию Паннонской низменности (современная Воеводина) и их потомкам. Сами сербы, в свою очередь, хоть и мирились с использованием этих этнонимов в официальных документах, но никогда не использовали их в качестве самоназвания.